# Встреча со страхом
«Встреча со страхом» — американский фильм ужасов 1985 года.
Немецкий кинопортал Filmdienst охарактеризовал его, как «умозрительный, отчасти непроизвольно комический триллер».

## Сюжет
Коматозный больной воображает себя египетским богом Аттисом. Теперь он способен просыпаться, чтобы убивать. Его первой жертвой становится жена. Во имя урожая бог должен принести в жертву своего ребёнка, и сумасшедший больной начинает охоту за собственным сыном. А тем временем детектив Ковальски занят расследованием серии жестоких убийств, которые неотвратимо ведут его к уединённому монастырю…

## В ролях
- Мишель Литтл — Кэрол[6]
- Майкл Уайл — Бобби[6]
- Кэрри Ремсен — Хизер[6]
- Дуглас Роу — детектив Ковальски[6]
- Гаррик Дауэн — убийца[6]
- Памела Бах — Саманта
- Джеймс Эйвери — Коннорс[4]

## Интересные факты
- Предвидя плохие отзывы критиков и провал фильма, режиссёр Рамзи Томас удалил свою фамилию из титров и заменил себя на «анонимного» режиссёра Алана Смити[7][8].
- Продюсер Мустафа Аккад также известен по знаменитому фильму ужасов «Хэллоуин»[9][10].
- Многие сюжетные ходы «Встречи со страхом» повторяют более ранний фильм «Телепат-убийца» (англ. Psychic Killer, 1974).